# Гвоздев, Иван Петрович
Ива́н Петро́вич Гво́здев (1821—1873) — русский педагог, ординарный профессор Казанской духовной академии.

## Биография
Родился в 1821 году в селе Воскресенском, в 14 верстах от Пензы в семье сельского причетника. На девятом году был помещён в Пензенское духовное училище, откуда в 1836 году перешёл в Пензенскую духовную семинарию, курс которой окончил в 1842 году. Осенью того же года он, как один из лучших учеников, был отправлен во вновь открытую Казанскую духовную академию.
Будучи студентом написал работу «О характере первоначальной проповеди христианства в России и влиянии оной на общество гражданское». Окончив курс в 1846 году третьим магистром, Гвоздев, за недостатком преподавательских вакансий в академии, 21 августа 1846 года был назначен в открывшуюся семинарию в городе Ставрополе-Кавказском. Здесь, кроме должности, на которую он был назначен, ему приходилось нести самые разнообразные обязанности: библиотекаря, секретаря, члена ревизионного комитета, преподавателя логики, Святого Писания и греческого языка. только 25 ноября 1848 года он был переведён в Казанскую духовную академию на должность бакалавра по кафедре всеобщей гражданской истории и вступил в исполнение своих обязанностей 30 марта 1849 года; 18 марта 1850 года он был назначен, кроме того, помощником инспектора и оставался в этой должности до 30 сентября 1852 года.
В 1853—1854 академическом году Гвоздеву было поручено преподавание немецкого языка, а в феврале 1854 года — русской истории; последнюю обязанность он исполнял до 1856 года.
С 1854 по 1857 годы состоял секретарём внешнего правления Казанской духовной академии, а с 11 января 1856 года по 16 февраля 1862 года был в той же должности во внутреннем правлении и конференции.
В 1857 году получил звание экстраординарного, а с марта 1865 года состоял ординарным профессором по кафедре древней всеобщей гражданской истории.
Ко дню 25-летия академии он составил краткую историческую записку о Казанской академии и читал её в общем собрании членов академической конференции 8 ноября 1867 года. Она была опубликована в журнале «Православный собеседник» (1868 год, ч. III). В 1868 году награждён орденом Святой Анны 2-й степени (императорская корона к ордену была пожалована в 1873 году).
С 21 июня 1869 года он занял место инспектора академии и был утверждён в этой должности 2 октября того же года. По введении в академии в 1870 году нового устава 1869 года Гвоздев оставил за собой преподавание всеобщей древней гражданской истории. Со 2 июня по 28 июля 1870 года исполнял обязанности ректора, а с 15 августа того же года состоял членом совета и правления Казанской духовной академии.
По избранию общего собрания наставников с мая 1871 года он был частным редактором и цензором оригинальных статей в журнале «Православный собеседник». В том же году исполнилось 25-летие его службы и 21 августа 1871 года он единогласно был избран на новое пятилетие; 31 октября 1872 года по состоянию здоровья отказался от должности инспектора.
Кроме того, И. П. Гвоздев некоторое время преподавал историю русской церкви, исполнял должность смотрителя здания в училище девиц духовного звания, состоял (до 1872 года) членом Казанского комитета духовной цензуры и членом комиссии для составления правил о приеме студентов в академию, о допуске сторонних слушателей, об обязанностях учащихся и о взысканиях за нарушение этих обязанностей, а также для составления инструкции инспектору и его помощнику и правил касательно литографирования лекций и конспектов.
Умер в ночь с 5 на 6 (18) августа 1873 года от апоплексического удара. Погребен на Арском кладбище.
Был женат на дочери профессора Г. С. Саблукова Ольге.